# Wake Up Dead
Singles de Megadeth
Peace Sells
(1986) In My Darkest Hour
(1988)
Pistes de Peace Sells... but Who's Buying?
The Conjuring  (02)
Wake Up Dead est le second single de Megadeth issu de l'album Peace Sells... but Who's Buying?.

## Info
1. Wake Up Dead • 03:40 • (Dave Mustaine)
2. Good Mourning / Black Friday (live) • 06:40 • (Dave Mustaine)
3. Devil's Island (live) • 05:02 • (Dave Mustaine)

## Positions
- The Billboard 200 : 76e

## Composition du groupe
- Dave Mustaine : chants, guitare rythmique et guitare solo
- David Ellefson : basse
- Chris Poland : guitare rythmique et guitare solo
- Gar Samuelson : batterie